# Mistrzostwa Polski Akademickiego Związku Sportowego w Lekkoatletyce 2012
Mistrzostwa Polski Akademickiego Związku Sportowego w Lekkoatletyce 2012 – zawody lekkoatletyczne, które odbyły się 12 i 13 maja na stadionie AZS Łódź. 
Podczas mistrzostw pięciu zawodników osiągnęło wyniki lepsze od minimów Polskiego Związku Lekkiej Atletyki na igrzyska olimpijskie w Londynie – byli to Żaneta Glanc i Przemysław Czajkowski w rzucie dyskiem, Paweł Fajdek w rzucie młotem oraz Paweł Rakoczy i Bartosz Osewski w rzucie oszczepem.

## Rezultaty
| NUR – rekord Polski młodzieżowców (do lat 23) \| PB – rekord życiowy \| EL – najlepszy wynik na listach europejskich w 2012 |

### Mężczyźni
| Konkurencja:               | 1. miejsce            | Rezultat    | 2. miejsce        | Rezultat     | 3. miejsce          | Rezultat |
| Bieg na 100 m              | Piotr Wiaderek        | 10,59       | Jakub Adamski     | 10,61        | Artur Zaczek        | 10,62    |
| Bieg na 200 m              | Karol Zalewski        | 20,8h       | Piotr Wiaderek    | 20,9h        | Rafał Omelko        | 21,0h    |
| Bieg na 400 m              | Rafał Omelko          | 47,07       | Michał Pietrzak   | 47,18        | Marek Szymański     | 48,18    |
| Bieg na 800 m              | Michał Makowski       | 1:53,13     | Rafał Rajczak     | 1:53,53      | Dawid Waloski       | 1:53,96  |
| Bieg na 1500 m             | Mateusz Maik          | 3:57,69     | Rafał Rajczak     | 3:58,01      | Szymon Sznura       | 3:58,45  |
| Bieg na 3000 m             | Szymon Sznura         | 8:17,48     | Mateusz Maik      | 8:24,31      | Filip Muszyński     | 8:43,80  |
| Bieg na 110 m przez płotki | Maciej Wojtkowski     | 14,48       | Maciej Giza       | 14,87        | Patryk Jasiński     | 14,89    |
| Bieg na 400 m przez płotki | Michał Pietrzak       | 51,76       | Rafał Ostrowski   | 52,00        | Cyprian Jasiński    | 52,70    |
| Skok wzwyż                 | Szymon Kiecana        | 2,22 PB     | Maciej Lepiato    | 2,12         | Kamil Wróblewski    | 2,00     |
| Skok o tyczce              | Robert Sobera         | 5,20        | Piotr Lisek       | 5,10 PB      | Rafał Torkowski     | 5,00     |
| Skok w dal                 | Marcin Starzak        | 7,64        | Karol Hoffmann    | 7,50         | Adrian Strzałkowski | 7,48     |
| Trójskok                   | Maksym Sypniewski     | 15,45       | Karol Kondraciuk  | 14,96        | Paweł Jankowiak     | 14,86    |
| Pchnięcie kulą             | Damian Kusiak         | 19,65       | Mateusz Mikos     | 18,81        | Michał Bosko        | 17,72    |
| Rzut dyskiem               | Przemysław Czajkowski | 65,61 PB    | Michał Hodun      | 58,16        | Mateusz Mikos       | 56,99 PB |
| Rzut młotem                | Paweł Fajdek          | 79,82 PB    | Szymon Ziółkowski | 73,74        | Damian Wesołowski   | 62,92    |
| Rzut oszczepem             | Paweł Rakoczy         | 84,99 EL PB | Bartosz Osewski   | 83,89 PB NUR | Łukasz Grzeszczuk   | 79,40    |

### Kobiety
| Konkurencja:               | 1. miejsce            | Rezultat | 2. miejsce            | Rezultat | 3. miejsce            | Rezultat |
| Bieg na 100 m              | Martyna Opoń          | 11,63    | Anna Kiełbasińska     | 11,65    | Agnieszka Ligięza     | 11,80    |
| Bieg na 200 m              | Jolanta Handzlik      | 23,8     | Iwona Brzezińska      | 24,7     | Ewa Zarębska          | 24,87    |
| Bieg na 400 m              | Agata Bednarek        | 54,19    | Justyna Święty        | 54,75 PB | Jolanta Wójcik        | 55,01    |
| Bieg na 800 m              | Monika Harasim        | 2:07,82  | Kamilia Hayder        | 2:11,58  | Anna Zielinkiewicz    | 2:13,85  |
| Bieg na 1500 m             | Monika Harasim        | 4:32,60  | Angelika Stefańska    | 4:35,39  | Aleksandra Lisowska   | 4:36,10  |
| Bieg na 3000 m             | Aleksandra Lisowska   | 9:49,74  | Dominika Napieraj     | 9:50,30  | Angelika Stefańska    | 9:53,88  |
| Bieg na 100 m przez płotki | Urszula Bhebhe        | 13,92    | Zuzanna Leszczyńska   | 13,94    | Katarzyna Świostek    | 14,05    |
| Bieg na 400 m przez płotki | Tina Matusińska       | 57,28    | Marzena Kościelniak   | 58,29    | Joanna Linkiewicz     | 58,47    |
| Skok wzwyż                 | Karolina Błażej       | 1,85     | Urszula Gardzielewska | 1,82     | Justyna Kasprzycka    | 1,82     |
| Skok o tyczce              | Joanna Piwowarska     | 4,20     | Natalia Krupińska     | 3,50     | Marta Plewa           | 3,20     |
| Skok w dal                 | Teresa Dobija         | 6,44     | Anna Jagaciak         | 6,36     | Małgorzata Reszka     | 5,97     |
| Trójskok                   | Martyna Bielawska     | 13,80    | Anna Jagaciak         | 13,46    | Katarzyna Płonka      | 13,25    |
| Pchnięcie kulą             | Agnieszka Dudzińska   | 16,58    | Emilia Wełna          | 14,23    | Agnieszka Jarmużek    | 14,19    |
| Rzut dyskiem               | Żaneta Glanc          | 65,33 PB | Agnieszka Jarmużek    | 58,42    | Małgorzata Raciborska | 50,60    |
| Rzut młotem                | Joanna Fiodorow       | 69,42    | Małgorzata Zadura     | 67,36    | Magdalena Szewa       | 63,48    |
| Rzut oszczepem             | Agnieszka Lewandowska | 54,74 PB | Magdalena Czenska     | 52,50    | Danuta Plewnia        | 50,79    |